# 渐近展开
在渐近分析中，一个函数的渐近展开被定义为一个函数级数（通常是柯西发散的），该级数的每一个部分和都给出该函数的一个渐近表达式。

## 形式定义
下面的定义中用到小 o 表示法。
设 {φn(z)} 为一个函数序列，{an} 为一个数列，f(z) 是一个函数，若
{\displaystyle f(z)-\sum _{n=0}^{m}a_{n}\phi _{n}(z)=o(\phi _{m}(z)),\quad z\rightarrow z_{0},\forall m\in \mathbb {Z} _{0}^{+}}
则称级数
{\displaystyle \sum _{n=0}^{\infty }a_{n}\phi _{n}(z)}
为 f(z) 在 z=z0 点处的渐近级数。记作
{\displaystyle f(z)\sim \sum _{n=0}^{\infty }a_{n}\phi _{n}(z),\quad z\rightarrow z_{0}}

## 与一般级数展开的区别
粗略来说，渐近级数与一般的级数展开（例如泰勒级数）的区别在于，渐近级数是 z 越接近 z0，部分和越接近被展开的函数，而泰勒级数等则是 z 点固定，取的项数越多结果越接近被展开的函数。
另外一个重要的区别是，渐近展开常常需要对宗量有额外的限制，例如辐角的限制。
除此之外，一个函数在一点的泰勒展开表达式唯一地确定了以该点为中心的收敛圆内函数的形式，而渐近级数则不然，详见下一小节的讨论。

## 渐近展开的唯一性
在一定的辐角范围内，给定了 {φn(z)} 的具体形式后，一个函数 f(z) 渐近展开的表达式是唯一的，即系数序列 {an} 是唯一的。这是因为系数序列可以由下面的关系完全确定：
{\displaystyle a_{m}=\lim _{z\rightarrow z_{0}}{\frac {1}{\phi _{m}(z)}}\left[f(z)-\sum _{n=0}^{m-1}a_{n}\phi _{n}(z)\right]}
但是反过来，两个不同的函数 f(z) 与 g(z) 在同一个点 z0 处可以有同样的渐近展开，事实上，设函数 φ∞(z) 满足：
{\displaystyle \phi _{\infty }(z)=o(\phi _{m}(z)),\quad z\rightarrow z_{0},\forall m\in \mathbb {Z} _{0}^{+}}
则显然 f(z) 与 f(z)+φ∞(z) 在同一个点 z0 处有同样的渐近展开。

## 渐近幂级数
在渐近展开中最常用的是渐近幂级数，它定义为
{\displaystyle \phi _{n}(z)={\begin{cases}z^{-n}&z_{0}=\infty \\(z-z_{0})^{n}&{\text{otherwise}}\end{cases}}}

### 一些例子
伽玛函数：
{\displaystyle {\frac {e^{z}}{z^{z}{\sqrt {2\pi z}}}}\Gamma (z+1)\sim 1+{\frac {1}{12z}}+{\frac {1}{288z^{2}}}-{\frac {139}{51840z^{3}}}-\cdots ,\quad z\rightarrow \infty ,|\arg z|<\pi }
汉克尔函数：
{\displaystyle \exp \left[i\left({\frac {\pi }{4}}-{\frac {\nu \pi }{2}}-z\right)\right]{\sqrt {\frac {\pi z}{2}}}H_{\nu }^{(1)}(z)\sim \sum _{k=0}^{\infty }{\frac {i^{k}\prod _{n=1}^{k}(4\nu ^{2}-(2n-1)^{2})}{2^{3k}k!}}z^{-k},\quad z\rightarrow \infty ,-\pi <\arg z<2\pi }
第二类合流超几何函数：
{\displaystyle z^{a}U(a,b,z)\sim \sum _{n=0}^{\infty }(a)^{(n)}(a-b+1)^{(n)}(-z)^{-n},\quad z\rightarrow \infty ,|\arg z|<{\frac {3\pi }{2}}}
式中用到了升阶乘的 Pochhammer 记号。